# John Aitken (Physiker)
John Aitken (* 18. September 1839 in Falkirk; † 14. November 1919 ebenda) war ein britischer Physiker und Meteorologe.
Nach einem ingenieurwissenschaftlichen Studium an der University of Glasgow arbeitete er, finanziell unabhängig, in seinem privaten Forschungslabor in Falkirk, Stirlingshire (Schottland), wo er viele klassische Entdeckungen vor allem auf dem Gebiet der Meteorologie machte.
Er beschrieb als erster die Rolle von Festkörperpartikeln (Schwebstoffteilchen kolloidaler Größenordnung) als Kondensationskerne bei der Bildung atmosphärischer Niederschläge und klassifizierte sie nach Größe und chemischer Struktur (Aitken-Kerne=Aerosolpartikel <0,1 µm ⌀). Ebenso untersuchte er die Bedingungen für die Entstehung von Tau. Weitere grundlegende Forschungen waren dem Effekt der Wellendämpfung durch dünne Ölfilme auf bewegten Wasseroberflächen und der Bestimmung der Oberflächenspannung von Flüssigkeiten gewidmet. Für seine Untersuchungen entwickelte er die nach ihm benannte Aitken-Nebelkammer. 1875 wurde er Fellow der Royal Society of Edinburgh.